# Louis Delmas
Louis Delmas (* 12. April 1987 in Fort Pierce, Florida) ist ein US-amerikanischer American-Football-Spieler auf der Position des Free Safeties. Er spielt für die Miami Dolphins in der National Football League (NFL).

## Karriere

### NFL

#### Detroit Lions
Delmas wurde in der NFL Draft 2009 von den Detroit Lions in der zweiten Runde als 33. Spieler ausgewählt. Delmas unterzeichnete 2009 mit den Lions einen Vierjahresvertrag, dessen Konditionen nicht veröffentlicht wurden, lediglich die Laufzeit ist bekannt. Delmas startete in allen 15 Spielen der Lions, in denen er im Kader war. In seinem ersten NFL-Spiel gegen die New Orleans Saints gelang Delmas ein 65 Yards Fumble-Touchdown-Return.
Am 20. Dezember 2009 gelang Delmas ein 101 Yards Interception-Touchdown-Return gegen die Arizona Cardinals. Im Dezember wurde Delmas zum Defense Rookie of the Month gewählt. Delmas ist erst der zweite Spieler in der Geschichte der NFL der in einem Jahr ein Safety, einen Interception-Touchdown-Return und einen Fumble-Touchdown-Return erzielte.

#### Miami Dolphins
Am 10. März 2014 unterschrieb Delmas einen Ein-Jahres-Vertrag bei den Miami Dolphins. Nach seinem Abgang bei den Dolphins wurde Delmas ein Free Agent.
Nur wenige Wochen später verkündeten die Dolphins die erneute Verpflichtung von Louis Delmas zu den gleichen Konditionen, wie in der Saison zuvor.